# لیک مالاوی (گروه موسیقی)
لیک مالاوی (به انگلیسی: Lake Malawi) گروه موسیقی چکی است.
آن‌ها نماینده جمهوری چک در یوروویژن ۲۰۱۹ بودند.